# Antônio de Queiroz Barreto
Antônio de Queiroz Barreto (Goiás, 7 de novembro de 1889 Goiânia, 20 de setembro de 1976) foi um político, policial e rábula brasileiro filiado ao Partido Trabalhista Brasileiro. Serviu como promotor, deputado estadual e secretário de Goiás. Também presidiu a Alego por um biênio.

## Biografia
Nasceu no dia 7 de novembro de 1889, na cidade de Goiás, capital da então Província de Goiás. Seus pais eram Eugênio de Queiroz Barreto e Genoveva Monteiro Barreto. Se tornou advogado provisionado, exercendo a promotoria de justiça da Comarca do Rio das Pedras, Itaberaí, entre 1930 e 1937. 
Foi um dos primeiros promotores da Comarca de Goiânia, de 1937 até 1950. Comandou a Polícia Militar do Estado de Goiás por três anos, a partir de 1942. Chefiou em 1941, a Divisão da Receita, órgão da Diretoria-geral da Fazenda de Goiás. Também a partir de 1948, foi promotor da Justiça Militar.

## Carreira política
Filiou-se e foi um dos fundadores do Partido Trabalhista Brasileiro em Goiás, no ano de 1945. Foi o primeiro secretário de Segurança Pública de Goiás, permanecendo sob sete governos estaduais diferentes, sendo sucedido por Nicanor de Faria e Silva.
Pouco após se aposentar da promotoria em setembro de 1950, concorreu nas eleições estaduais em Goiás em 1950, vencendo como deputado estadual. Tomou posse em 1 de fevereiro do ano seguinte e se reelegeu por duas vezes: em 1954 e em 1958. Na 3.ª legislatura da Assembleia, foi o 1.º vice-presidente em 1955, e depois, presidente da casa parlamentar de 1956 a 1957.

## Morte
Faleceu em Goiânia, no dia 20 de setembro de 1976, aos 87 anos incompletos.